# Glee: The Music, Journey to Regionals
Glee: The Music, Journey to Regionals  är ett soundtrack från den amerikanska TV-serien Glee. Albumet innehåller låtar från det sista avsnittet i säsong 1 (avsnitt 22).

## Tracklista
| Nr | Titel                                           | Längd |
| -- | ----------------------------------------------- | ----- |
| 1. | Faithfully                                      | 4:35  |
| 2. | Any Way You Want It / Lovin' Touchin' Squeezin' | 3:09  |
| 3. | Don't Stop Believin' (Regionals version)        | 3:43  |
| 4. | Bohemian Rhapsody (feat. Jonathan Groff)        | 5:57  |
| 5. | To Sir with Love                                | 2:43  |
| 6. | Over the Rainbow                                | 2:31  |